# عدد روس
عدد روس(به انگلیسی: Rouse number) یک عدد بی بعد است که در دینامیک سیالات برای توصیف پروفایل غلظت برای رسوب های معلق در سیال و چگونگی حرکت آن‌ها در جریان سیال است.این کمیت از نسبت سرعت حد ({\displaystyle w_{s}}) ذرات رسوب به سرعت رسوب‌ها در جهت بالا که از ضرب ثابت وان کارمن({\displaystyle \kappa }) و سرعت برشی({\displaystyle u_{*}}) حاصل می‌شود، به دست می‌آید.این عدد که با نماد {\displaystyle P} نشان داده می‌شود، به افتخار دانشمند آمریکایی هانتر روس (به انگلیسی: Hunter Rouse) نامگذاری شده‌است و به صورت زیر تعریف می‌شود:
{\displaystyle P={\frac {w_{s}}{\kappa u_{*}}}}